# Kandid Čarkviani
Kandid Čarkviani (Tsageri, 1907 – Tbilisi, 13 settembre 1994) è stato un politico sovietico, Primo Segretario del Partito Comunista della Georgia e de facto leader della Georgia dal 1938 al 1952.

## Biografia
Čarkviani nacque a Tsageri, nella regione di Lechkhumi in Georgia allora parte dell'Impero russo. Si laureò al ginnasio di Kutaisi e in seguito all'istituto di ingegneria di Tbilisi. Iniziò la sua carriera lavorando per diverse pubblicazioni, inclusi i maggiori giornali georgiani. arrivò alla posizione di segretario del Partito Comunista della Georgia grazie al sostegno di Stalin. Anche se la sua promozione fu accolta con riluttanza da Lavrentij Berija, che stava pianificando di affidare la carica ad uno dei suoi protetti. Nonostante questo Stalin fece ricadere la sua scelta sul giovane Čarkviani allora trentaduenne. Stalin lo conobbe leggendo di lui nei giornali georgiani. Il dittatore apprezzò il suo talento letterario e incoraggiò la sua promozione nella gioventù comunista.
Čarkviani fu nominato capo del dipartimento di educazione e della cultura del comitato centrale del Partito Comunista della Georgia. Nel settembre dello stesso anno assunse il suo compito di primo segretario dell'Unione degli scrittori della Georgia. In questa carica svolse un importante ruolo nella contribuzione e nella preparazione di diversi eventi letterari, come ad esempio la commemorazione del 750º anniversario de Il cavaliere dalla pelle di leopardo, un poema classico del XII secolo del poeta georgiano Shota Rustaveli. Il 31 agosto  1938 fu eletto Primo Segretario del comitato centrale del Partito Comunista della Georgia, carica che mantenne fino all'aprile del 1952.
Sotto la sua guida la Georgia fece importanti passi nell'industrializzazione, come ad esempio la costruzione della fabbrica di metalli Rustavi nell'omonima città.
Čarkviani finì in disgrazia durante l'affare di Mingreli nel 1952. Fu accusato del fallimento della repressione dei moti nazionalistici georgiani e delle attività controrivoluzionarie all'interno dei ranghi del Partito Comunista Georgiano. Emerse anche che lui fu tollerato da Berija solo perché era protetto da Stalin, perso questo importante appoggio perse ogni suo incarico. Come risultato di questo scandalo fu retrocesso ad una minore posizione nel comitato centrale a Mosca. Fu inviato a supervisionare una compagnia di costruzione a Tashkent e fu autorizzato a tornare in Georgia solo nel 1958.